# HMS D6
Pour les articles homonymes, voir D6.
Le HMS D6 est l’un des huit sous-marins britanniques de classe D construits pour la Royal Navy au cours de la première décennie du XXe siècle.

## Conception
Les sous-marins de la classe D ont été conçus comme des versions améliorées et agrandies de la classe C précédente, les moteurs Diesel remplaçant les moteurs à essence dangereux utilisés précédemment. Les sous-marins avaient une longueur totale de 49,7 m, un maître-bau de 6,2 m et un tirant d'eau moyen de 3,2 m. Leur déplacement était de 491 tonnes en surface et 605 tonnes en immersion. Les sous-marins de classe D avaient un équipage de 25 hommes, officiers inclus. Ils et ont été les premiers à adopter des ballasts de type dit saddle tank car ils étaient disposés par paires à l’extérieur de la coque épaisse, un de chaque côté, comme les sacoches d’une selle de cheval.
Pour la navigation en surface, ces navires étaient propulsés par deux moteurs Diesel de 600 chevaux-vapeur (447 kW), chacun entraînant un  arbre d'hélice. En immersion, chaque hélice était entraînée par un moteur électrique de 275 chevaux (205 kW). Ces navires pouvaient atteindre la vitesse 14 nœuds (26 km/h) en surface et 9 nœuds (17 km/h) sous l’eau. En surface, la classe D avait un rayon d'action de 2500 milles marins (4600 km) à une vitesse de croisière de 10 nœuds (19 km/h).
Les navires étaient armés de trois tubes lance-torpilles de 18 pouces (457 mm), deux à l’avant et un à l’arrière. Ils emportaient une torpille de rechargement pour chaque tube, soit un total de six torpilles.

## Engagements
Le HMS D6 a été construit par Vickers à leur chantier naval de Barrow-in-Furness.
Sa quille fut posée le 24 février 1910, il fut lancé le 23 octobre 1911 et mis en service le 19 avril 1912. Il a été le premier sous-marin britannique à être équipé d’un canon de pont dès sa construction, un canon de 12 livres (3 pouces, ou 76 mm). Le D6 a été coulé par l’UB-73 à 73 milles marins au nord de l’île d’Inishtrahull, au large de la côte ouest de l’Irlande, le 24 ou le 28 juin 1918. Deux survivants ont été faits prisonniers. Leur rapport d’après-guerre a apparemment amené les Britanniques à conclure que la torpille qui l’a coulé avait utilisé un détonateur magnétique.